# Jahorina
A Jahorina (szerb cirill: Јахорина) hegy Bosznia-Hercegovinában. A Boszniai Szerb Köztársaság és a Bosznia-hercegovinai Föderáció határán található. Népszerű síközpont található rajta, amely az 1984-es szarajevói téli olimpia egyik helyszínéül is szolgált.

## Földrajza
A vonulat a Dinári-hegység egyik tagja, emellett szomszédos a Trebević-hegységgel. Délről a Drina és a Bistrica völgyei határolják. A Jahorina a Szarajevó körüli hegységek második legmagasabb pontja a 2067 m magas Bjelašnica után, amelynek tömbjétől a Željeznica völgye választja el.

## A sípálya

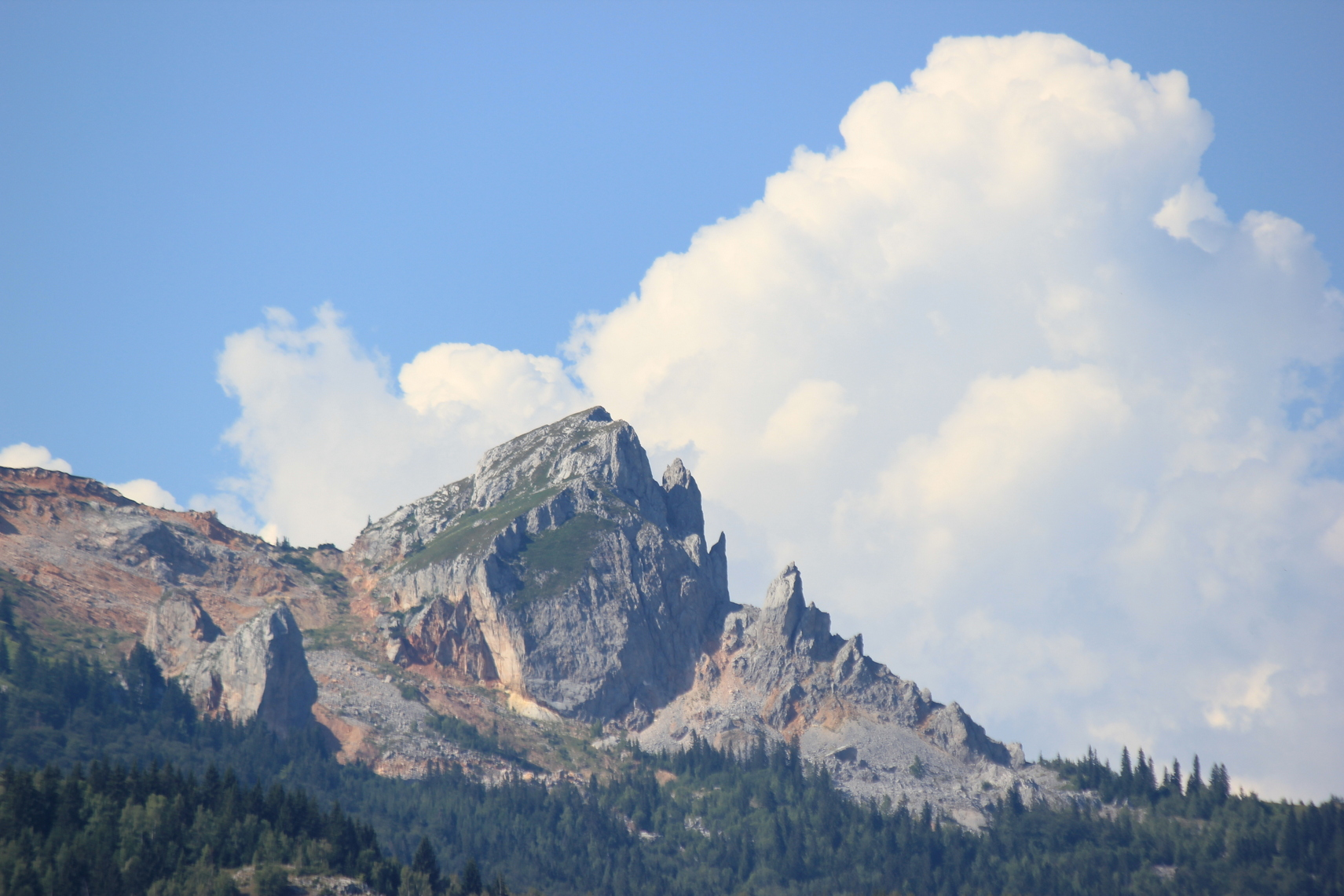
Sziklafalak a Jahorina déli oldalán, Jabuka közelében

A hegyen található Jahorina síközpont szolgált az 1955-ös 2. Téli Universiade és az 1984. évi téli olimpiai játékok női hegyi síversenyeinek helyszínéül. A  sípálya a legnagyobb és legnépszerűbb síközpont Bosznia-Hercegovinában, mivel a Szarajevói nemzetközi repülőtér alig 30 km-re található; a legközelebbi város, Pale 15 km-re fekszik. A terület mintegy 25 km-nyi sípályával rendelkezik, emellett felvonói is vannak. Számtalan sportolási lehetőség biztosított a területen, többek közt az alpesi síelés, a snowboardozás, a  szánkózás és a túrázás. A pályán a 2009-2010-es szezonban komolyabb fejlesztésekre is sor került, többek között új, modern sífelvonókat adtak át.

## A taposóaknák
Jahorina a boszniai háború alatt komoly stratégiai jelentőségű terület volt. A hegy bizonyos részein, ideértve az üdülőhely közelében fekvő területeket, továbbra is maradtak élesített taposóaknák, habár a háború után kiterjedt aknamentesítésre került sor. A Jahorina síközpont határán belül a síelés teljesen biztonságos, de a határon túli életveszélyes területeket koponya és kereszt alakú táblák jelzik. Néhány pályán kívüli lejtőt is elaknásítottak a háború alatt, ám sokan továbbra is a kockázatos, nem kijelölt pályákat használják. 2011. október 30-án egy szlovén siklóernyős súlyos sérülést szenvedett a Jahorina hegyen, amikor tévedésből egy aknamezőben landolt, és az EUFOR katonáinak kellett kimenteniük.

## Fordítás
- Ez a szócikk részben vagy egészben  a   Jahorina című német Wikipédia-szócikk ezen változatának fordításán alapul.  Az eredeti cikk szerkesztőit annak laptörténete sorolja fel. Ez a jelzés csupán a megfogalmazás eredetét és a szerzői jogokat jelzi, nem szolgál a cikkben szereplő információk forrásmegjelöléseként.